# Cassia mannii
Cassia mannii är en ärtväxtart som beskrevs av Daniel Oliver. Cassia mannii ingår i släktet Cassia och familjen ärtväxter. Inga underarter finns listade i Catalogue of Life.